# أحمد زاهد حميدي
أحمد زاهد بن حميدي ( (بالملايوية: أحمد زاهد بن حميدي)‏ (4 يناير 1953- ) ، هو سياسي ماليزي شغل منصب الرئيس الثامن للمنظمة الوطنية الماليزية المتحدة "يو إم إن أو" ، والرئيس السادس لائتلاف الجبهة الوطنية. كما شغل لفترة وجيزة منصب الزعيم الرابع عشر للمعارضة من يوليو 2018 إلى مارس 2019 .
وعمل نائباً لرئيس مجلس الوزراء ووزير الداخلية ووزير الدفاع ووزيرًا في دائرة رئيس الوزراء في إدارة الجبهة الوطنية في عهد رئيسي الوزراء السابقين عبد الله أحمد بدوي ونجيب رزاق من مارس 2008 حتى عام 2018 . 
أصبح حميدي رئيسًا للمنظمة الوطنية الماليزية المتحدة في عام 2018 بعد هزيمة حزبه في انتخابات 2018 . وتحت قيادته ، فاز حزبه ووائتلاف باريسان الوطني في انتخابات ولاية ملقا 2021 وانتخابات ولاية جوهور 2022 ، لكنهما حققا أسوأ نتيجة على الإطلاق في تاريخ ماليزيا في الانتخابات الفيدرالية لعام 2022 .

## النشأة
ولد أحمد زاهد بن حميدي في 4 يناير 1953 في ولاية باغان داتوه ، في أقليم فيرق ،   من والدين ماليزيين ولدا في إندونيسيا ، وهو الأخ الأكبر لتسعة أشقاء (سبعة ذكور وابنتان) .   وفي توفي والده في عام 1999 ، فيما توفيت والدته في الأول من أكتوبر من عام 2011 .
باع حميدي الآيس كريم لمدة ست سنوات مع أسرته الحاضنة عندما كان في المدرسة الابتدائية . وكان والد تلك الأسرة صيني ، وبعد اتهامات بأنه مناهض للصين ، رد حميدي ناكراً "هل أنا مناهض للصين عندما يكون لدي أب صيني بالتبني؟" . 

## مسيرته المهنية

### القطاع الخاص
قبل انخراطه في السياسة ، حصل أحمد زاهد على درجة البكالوريوس من جامعة مالايا . كما أنه حاصل على شهادة في الأعمال المصرفية من البنك المركزي الماليزي قبل أن يصبح مصرفيًا في مصرف "أو سي بي سي" . وكان أحد مديري بنك سيمبانان ناسيونال في الفترة بين عامي 1995 و 1998 ، كماه عمل في مصرف بيرهاد ناسيونال بيرمودالان.
وشغل أحمد أيضاً منصب المدير التنفيذي للتسويق في أمانة سوق ناسيونال بيرهاد ، والمدير التنفيذي لشبكة موتورز الاسكندنافية للتنمية المستدامة ، والرئيس التنفيذي لشركة كريتام بيرهاد القابضة، ورئيس مجلس إدارة شركة تكالا ، ورئيس مجلس إدارة شركتي "سينغ هوب بيرهاد" و "و بنجيروسي راماتكس بيرهاد .
في عام 1999، أصبح رئيس مجلس إدارة شركى سياريكات بيروماهان نيجارا بيرهاد والمعروف اختصاراً بـ "إس بي إن بي"  في عام 2008 ، حصل على درجة الدكتوراه في الاتصال من جامعة بوترا ماليزيا بعد أن أمضى سبع سنوات لإكمال أطروحته. 

### الحياة السياسية

#### السكرتير السياسي ورئيس الشباب في الحزب
في عام 1986 ، عين حميدي سكرتيراً سياسياً لنجيب رزاق خلال حمل الأخير حقيبة الشباب الوزارية بين عامي 1986 و 1990، ثم حقيبة وزارة الدفاع بين عامي 1990 و 1995 .
وفي عام 1996 ، عين حميدي رئيسًا لشباب الحزب ، بعد أن كان رئيسًا لفرع باغان داتوه للشباب في الحزب ، ونائب رئيس ولاية بيراك لشباب ، ورئيس اتصالات الحزب للشباب .

### في البرلمان والمجلس الأعلى للحزب
في عام 1995 ، أصبح أحمد زاهد حميدي عضوًا في البرلمان بعد فوزه بمقعد باغان داتوه البرلماني في بيراك في الانتخابات العامة.
بعدها بأربع سنوات ، أعيد انتخاب زاهد عضوًا في البرلمان ، واُنتخب في المجلس الأعلى للحزب في العام التالي.

### الوظيفة الوزارية

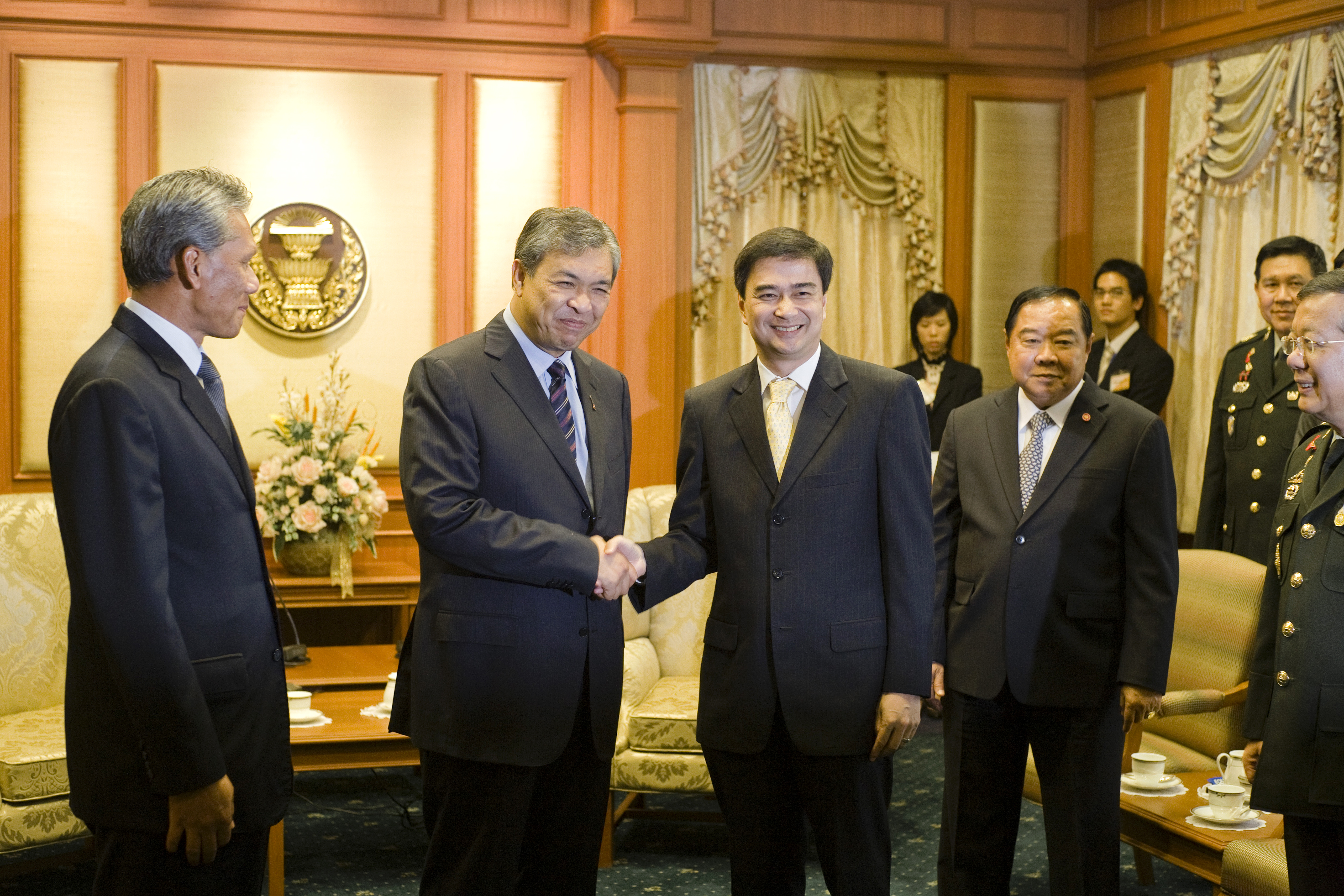
زاهد مع رئيس وزراء تايلاند ابهيسيت فيجاجيفا في عام 2010

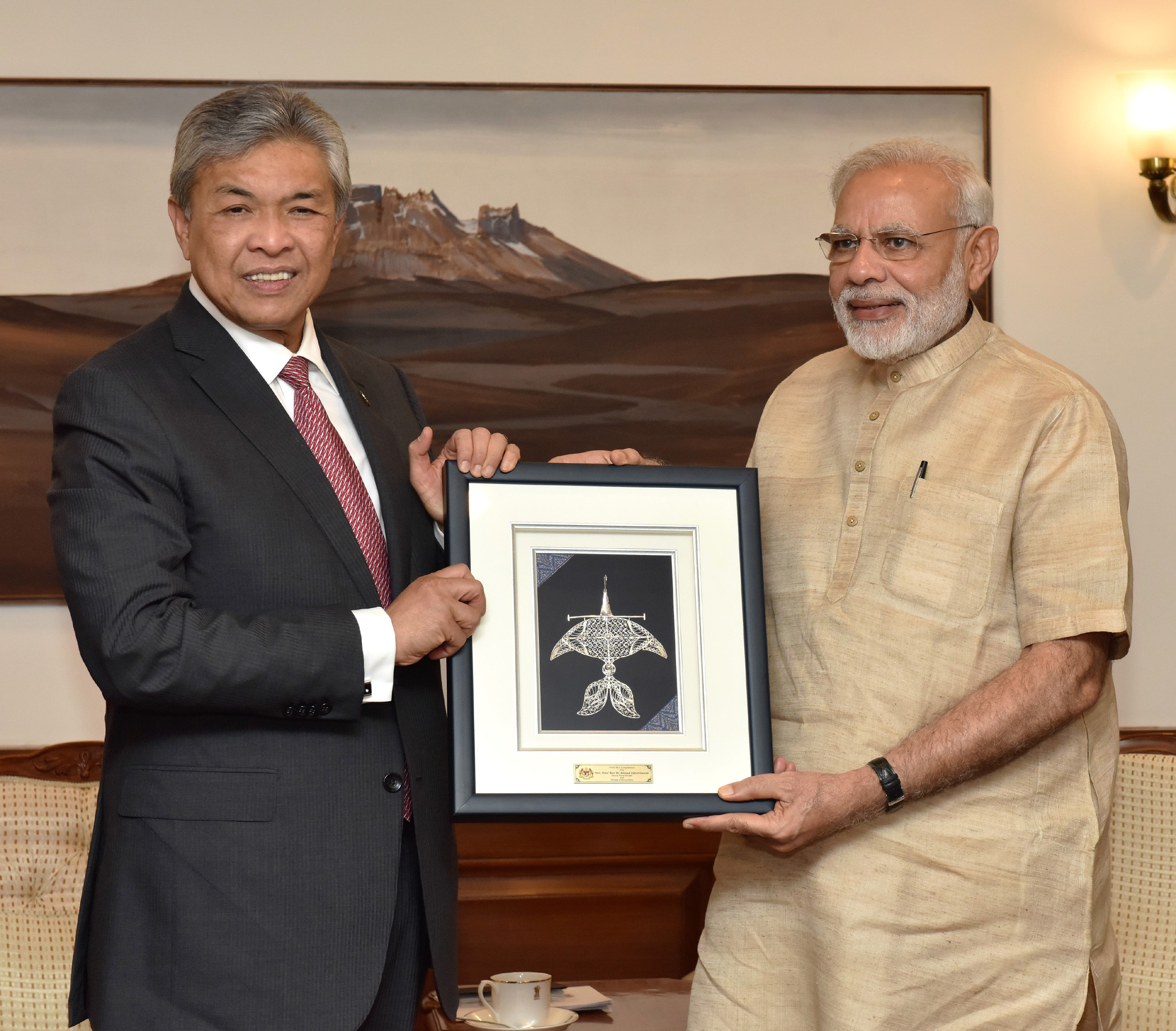
زاهد مع رئيس الوزراء إنديا ناريندرا مودي في عام 2016

بعد فوزه بالمقعد البرلماني للمرة الثالثة عام 2004 ، عين حميدي نائبا لوزير السياحة في حكومة رئيس الوزراء السابق عبد الله أحمد بدوي . وخلال شغله منصب نائب وزير ، استمر في بحثه لنيل درجة الدكتوراه في الفلسفة من جامعة «يو بي ام» .
في التسونامي السياسي لعام 2008 ، احتفظ حميدي مرة أخرى بمقعده البرلماني في باغان داتوه ، في وقت هُزم فيه عدد كبير من أعضاء حزب الجبهة الوطنية . ثم عيّن وزيراً في دائرة رئاسة مجلس الوزراء . في التعديل الوزاري في أبريل 2009 ، عين حميدي وزيرا للدفاع من قبل رئيس الوزراء نجيب رزاق .
نجح بالاحتفاظ بمقعده البرلماني في انتخابات 2013 ، على الرغم من انخفاض الأغلبية . وعين وزيرا للداخلية عام 2013 ، خلفا لهشام الدين حسين ، الذي تولى منصب حميدي السابق في وزارة الدفاع. 

### رئيساً للحزب

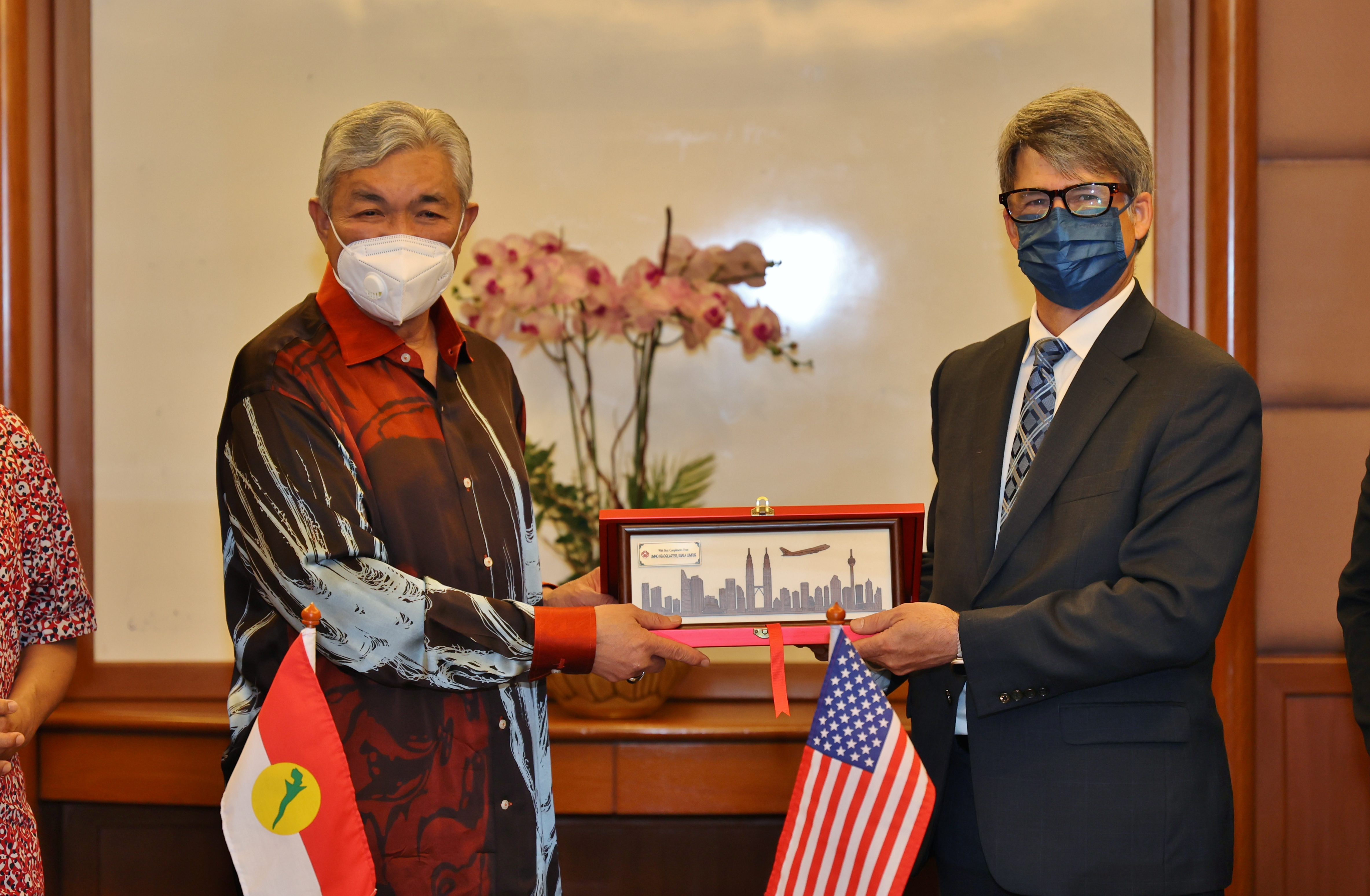
الزاهد والسفير الأمريكي بريان ماكفيترز عام 2022

في انتخابات قيادة حزب المنظمة الوطنية الماليزية المتحدةلعام 2018 ، حصل الزاهد على أصوات أكثر من منافسيه ، خيري جمال الدين وتينغكو رازالي حمزة ، مما جعله الرئيس الجديد للحزب وأيضًا الزعيم الأول للمعارضة من ائتلاف الجبهة الوطنية.
بعد ضغوط متزايدة طالبته بالتنحي عن رئاسة الحزب والدعوات لإجراء انتخابات حزبية جديدة ،   أعلن حميدي أخيرًا قراره بالتنحي مؤقتًا وأخذ إجازة في 18 ديسمبر 2018 .  وتولى نائبه محمد حسن منصب قيادة الحزب .  وفي 30 يونيو 2019 ، أعلن عن عودته من إجازته إلى دوره النشط كرئيس للحزب .  
في انتخابات عام 2022 ، قاد الحزب لتحقيق أسوأ نتيجة له في تاريخ ماليزيا ، واحتفظ فقط بـ 26 مقعدًا من 222 مقعدًا (فاز حزب تحالف باريسان الوطني بـ 30 مقعدًا).  العديد من الشخصيات الرئيسية بما في ذلك نوح عمر ، تنكو رازالي حمزة ، محذر خالد ، عزيز رحيم ، تنكو ظفرول عزيز وخيري جمال الدين .     كما هُزمت الجبهة الوطنية المتحدة في العديد من انتخابات الولايات التي أجريت في باهانج وبيراك ، وخسرت جميع المقاعد في بيرليس .  وأعيد انتخاب حميدي بأغلبية ضئيلة .  بعد هزيمة الانتخابات ، واجه ضغوطًا داخلية للاستقالة من منصب رئيس الحزب.   